# Gare de Tours
Gare de Tours vasútállomás Franciaországban, Tours településen.

## Vasútvonalak
Az állomást az alábbi vasútvonalak érintik:
- Tours–Le Mans-vasútvonal
- Tours–Saint-Nazaire-vasútvonal
- Les Sables-d'Olonne–Tours-vasútvonal

## Kapcsolódó állomások
A vasútállomáshoz az alábbi állomások vannak a legközelebb:
- Gare de Joué-lès-Tours (Gare de Chinon, Les Sables-d'Olonne–Tours-vasútvonal)
- Gare de La Membrolle-sur-Choisille (Gare du Mans, Tours–Le Mans-vasútvonal)
- Gare de Saint-Genouph (Gare de Saint-Nazaire, Tours–Saint-Nazaire-vasútvonal)
- Gare de Saint-Pierre-des-Corps
- Gare de Monts
- Gare de Notre-Dame-d'Oé

## Forgalom

### Távolsági forgalom
- TGV: Saint-Pierre-des-Corps - Paris Gare Montparnasse
- Intercity (Intercités): Nantes - Tours - Bourges - Lyon
- Intercity (Intercités): Caen - Alençon - Le Mans - Tours
- Intercity (Intercités): Paris - Orléans - Blois - Tours

### Regionális forgalom
Az állomás a TER Centre-Val de Loire TER hálózat központja, innen indulnak ki a régió regionális járatai. De átnyúlnak ide a szomszédos régió, a TER Pays de la Loire járatai is, igaz kisebb mennyiségben.

## Képgaléria

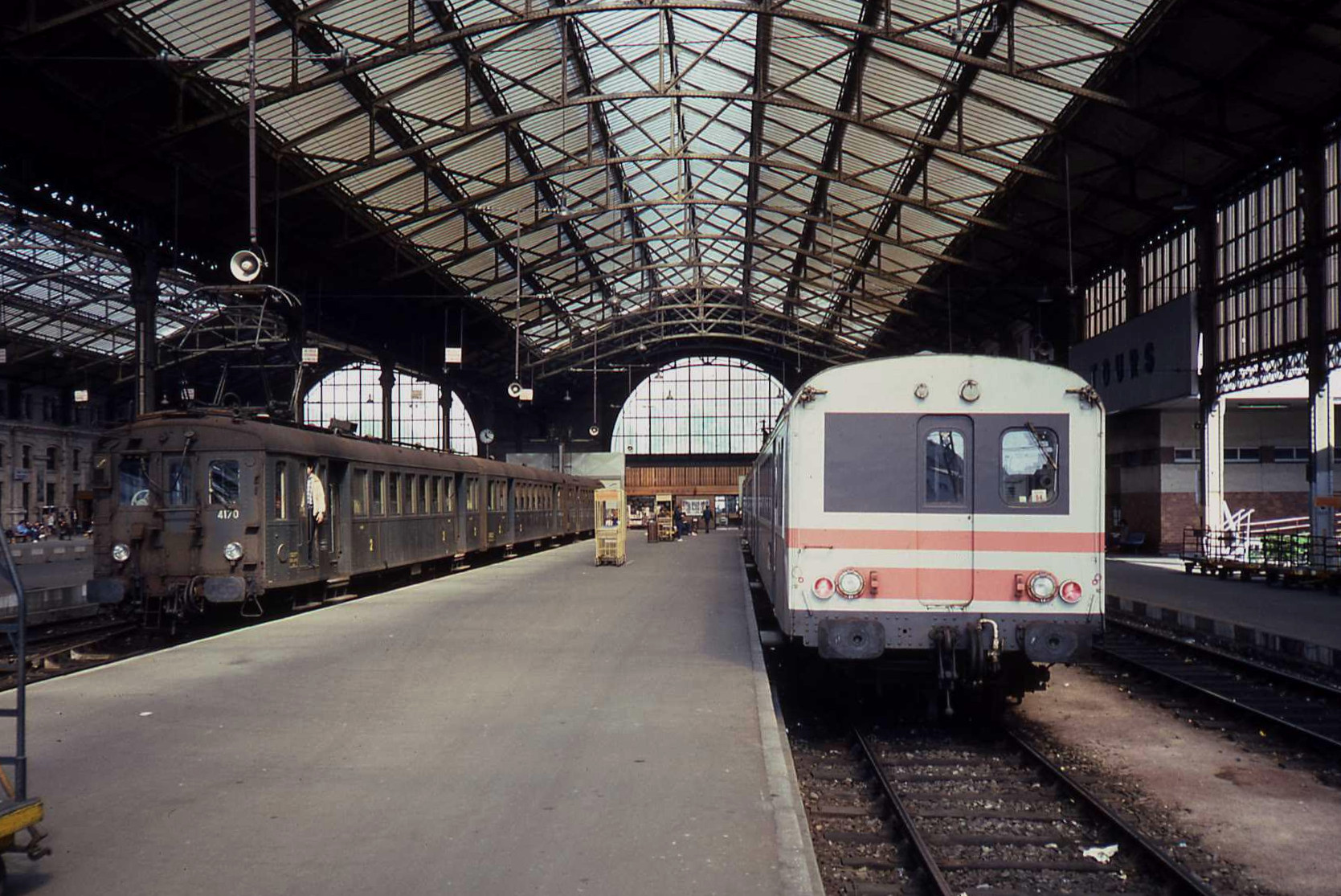
A csarnok
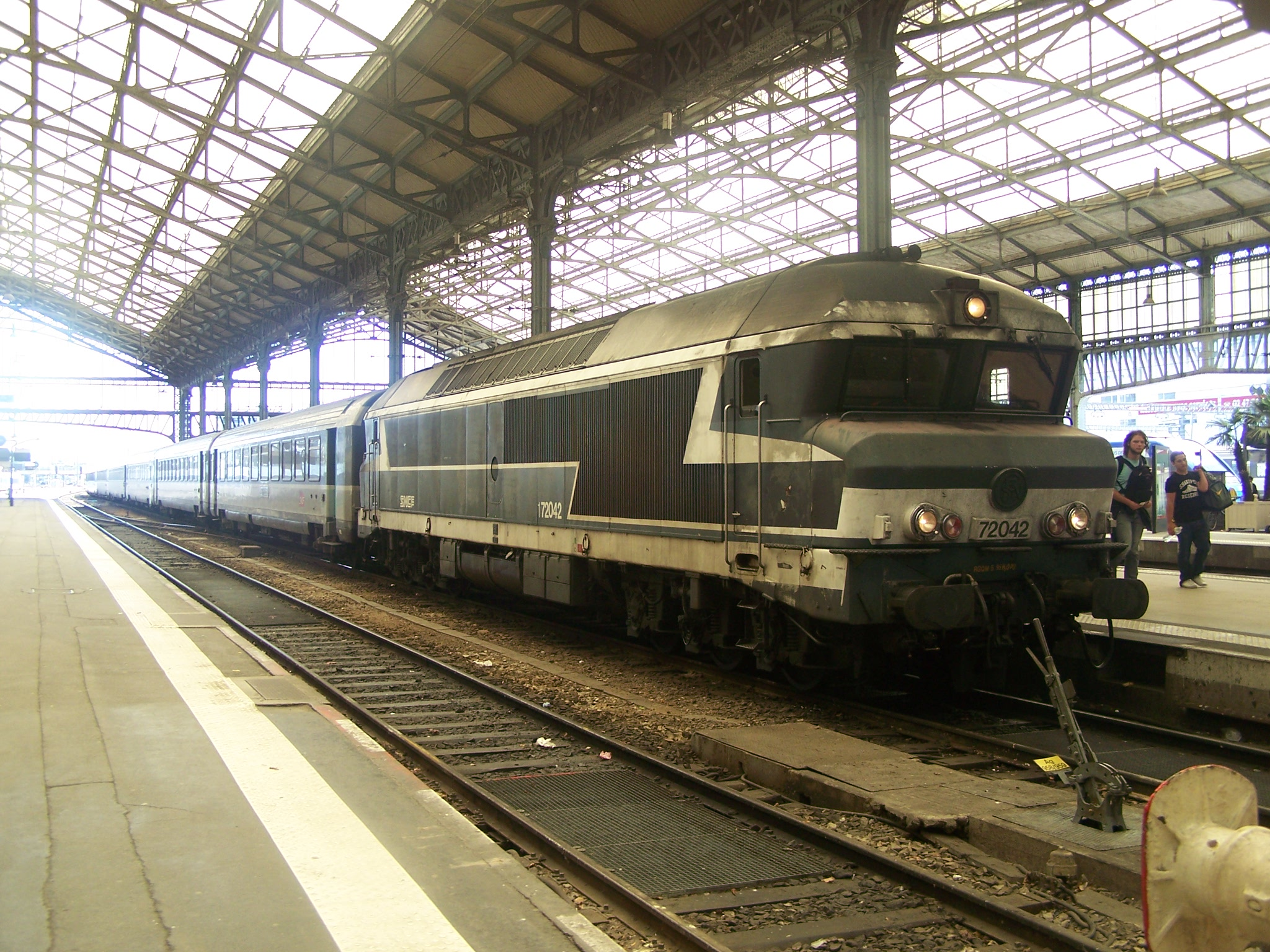
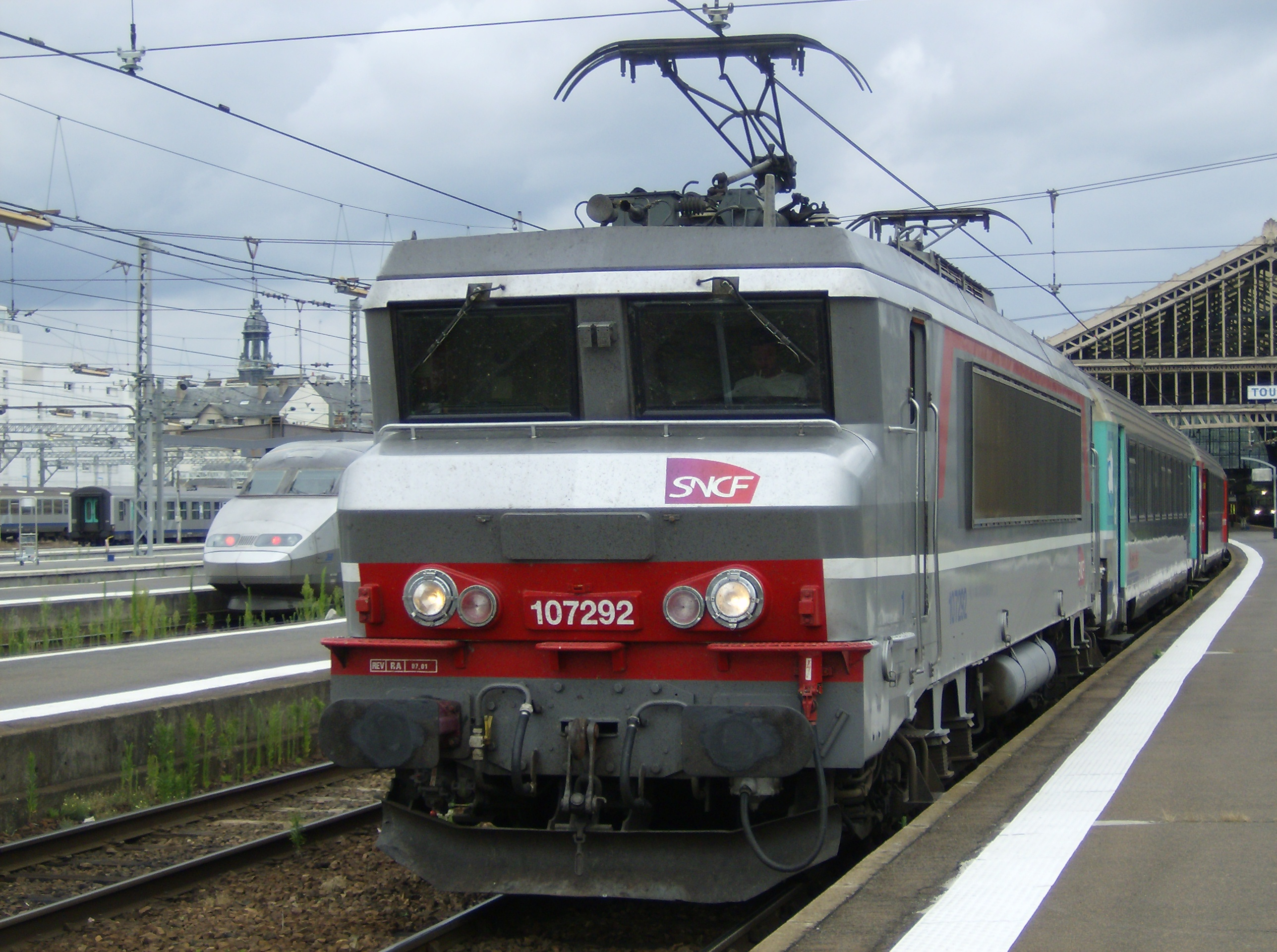
Vonat indulásra készen
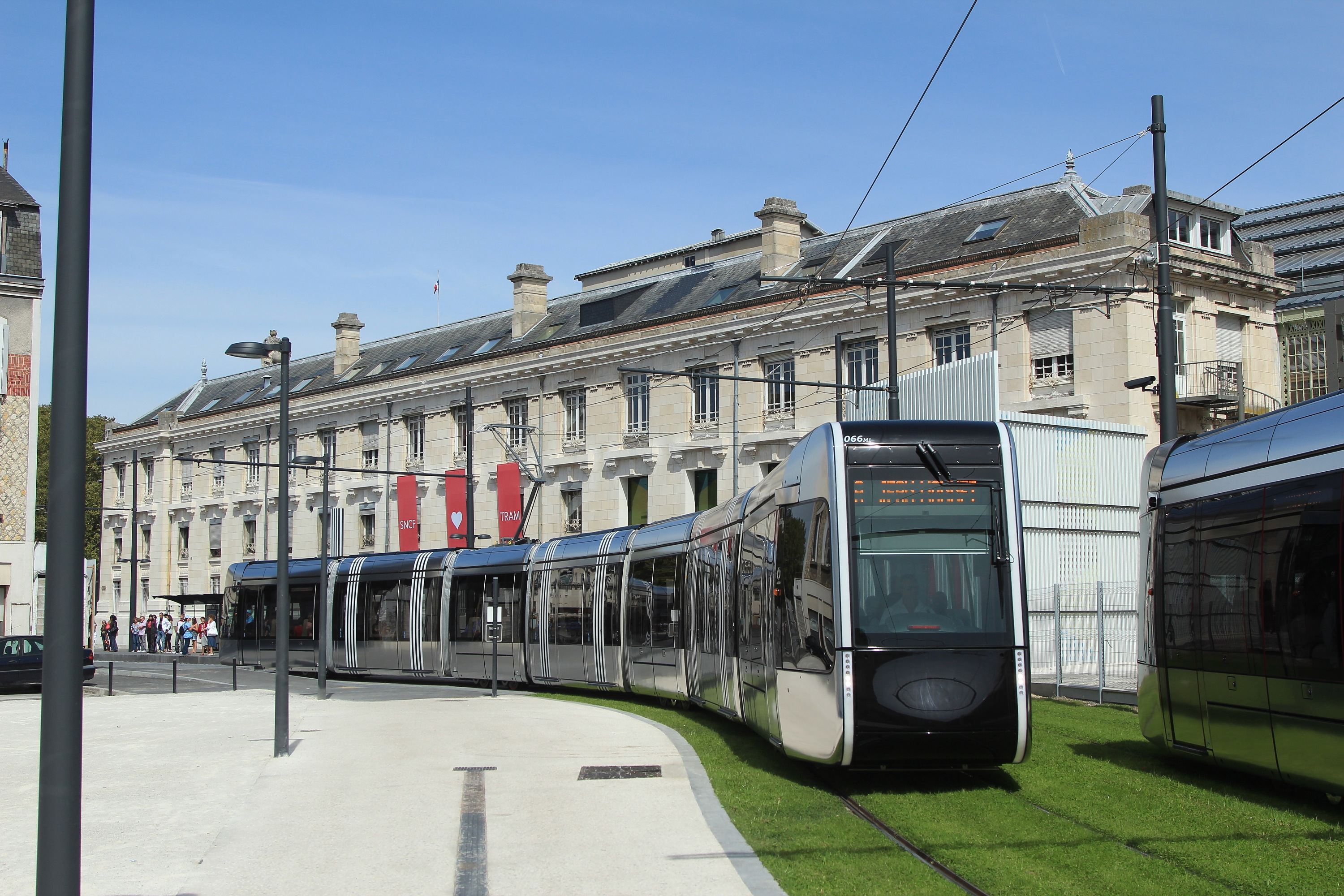
Villamos az állomás előtt
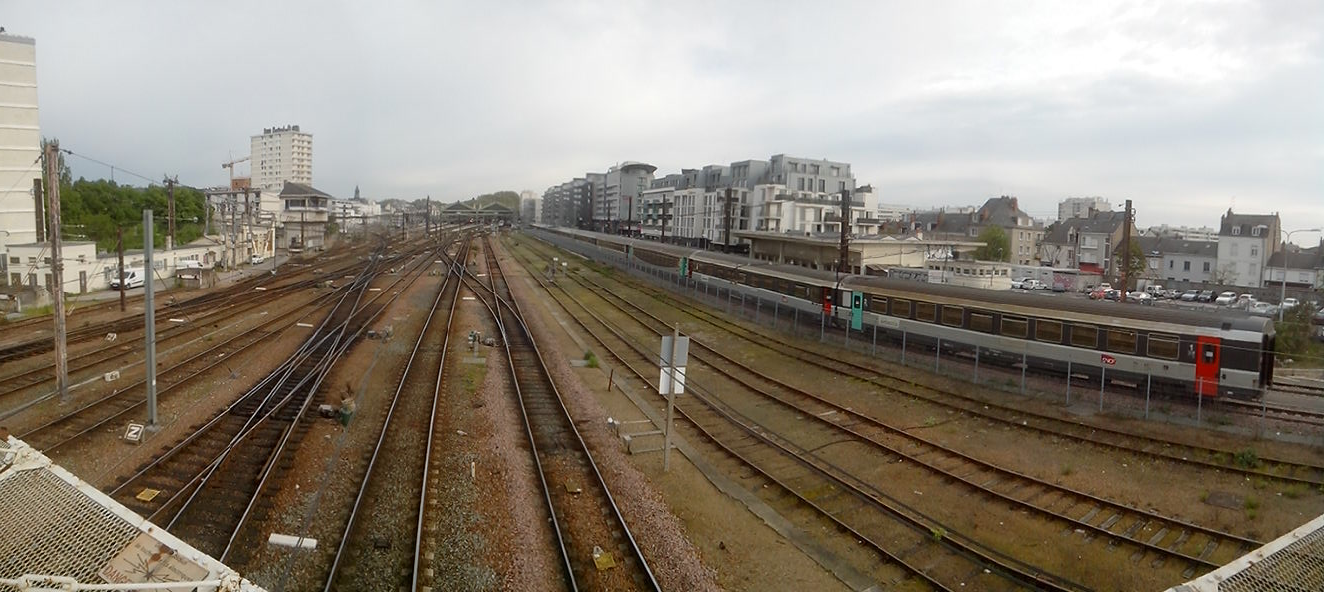